# Oficina Nacional de Procesos Electorales
La Oficina Nacional de Procesos Electorales (conocida por sus siglas ONPE), es un organismo electoral constitucional autónomo que forma parte de la estructura del Estado Peruano. Es la autoridad máxima en la organización y ejecución de los procesos electorales, de referéndum y otros tipos de consulta popular a su cargo.
Su finalidad es velar para que se obtenga la fiel y libre expresión de la voluntad popular, manifestada a través de los procesos electorales a su cargo. Con relación a las organizaciones políticas, se encarga de la verificación de firmas de adherentes de los partidos políticos en proceso de inscripción; la verificación y control externos de la actividad económico-financiera, así como brindar asistencia técnico-electoral en los procesos de democracia interna.
Brinda asistencia técnica en la elección de autoridades de centros poblados, de universidades, de representantes de la sociedad civil a nivel nacional y local, en los consejos de coordinación regional y local y de autoridades y representantes de todas las organizaciones de la sociedad y del Estado que requieran su apoyo durante los procesos electorales.

## Misión y visión
Garantizar la obtención de la genuina y libre expresión de la voluntad popular para fortalecer la institucionalidad democrática.
Ser una institución de excelencia que cuenta con la confianza de la población, promoviendo una cultura de valores democráticos mediante el uso de tecnología e innovación.

## Historia
La ONPE fue creada a través de la Constitución Política del Perú, art. 177, el 31 de diciembre de 1993, sin embargo, casi dos años después, el 21 de junio de 1995, se publicó la Ley N.º 26487 —Ley Orgánica de la ONPE. Este ente cuenta con su propia autonomía, separada de otro ente que también vela las elecciones en el país, el Jurado Nacional de Elecciones, por lo que su creación fue motivo de controversia.
El primer proceso electoral, organizado y ejecutado por la ONPE fueron las elecciones municipales de 1995, desde esa fecha a la actualidad se han organizado un total de 87 procesos electorales. En 2004, se realizaron las primeras votaciones por Internet para vecinos del distrito de Miraflores, en que el ente supervisó.
Mediante un concurso público convocado por la Junta Nacional de Justicia, Piero Corvetto fue elegido como Jefe de la ONPE para el periodo 2020 – 2024 asumiendo el cargo el 31 de agosto de 2020.

## Jefes de ONPE
El jefe de la ONPE es nombrado por el Consejo Nacional de la Magistratura (desde 2020, por la Junta Nacional de Justicia) por un período renovable de cuatro (4) años y mediante concurso público de méritos convocado por el organismo autónomo quien lo ratifica mediante votación por orden de mérito antes de su nombramiento. Está afecto a las mismas incompatibilidades previstas para los integrantes del Pleno del Jurado Nacional de Elecciones.
El primero de ellos fue el Dr. José Portillo Campbell, en cuya gestión se realizó el primer proceso electoral organizado y ejecutado por la ONPE: las Elecciones Municipales de 1995. En total, se realizaron 10 procesos electorales durante esta primera gestión.
El segundo jefe de la ONPE fue el Sr. Fernando Tuesta Soldevilla, quien asumió la jefatura el 4 de diciembre del 2000, realizando un total de 9 procesos electorales.
En enero de 2005, tras un concurso público convocado por el CNM, la Dra. Magdalena Chú Villanueva, fue nombrada jefa de la ONPE para el período 2005-2009. Durante esta primera gestión se realizaron 16 procesos electorales. En diciembre de 2008, el mandato de la Dra. Magdalena Chú fue ratificado por el CNM, para el periodo 2009-2013. Durante esta segunda gestión se realizaron 17 procesos electorales. En enero de 2013, concluyó la gestión de la doctora Chú.
El 25 de enero de 2013, asumió la jefatura el doctor Mariano Cucho Espinoza, para el periodo 2013-2017.
El 28 de febrero del 2017, asumió la jefatura el Sr. Adolfo Carlos Magno Castillo Meza.
El 30 de julio de 2018, asumió de manera interina la jefatura el Sr. Manuel Francisco Cox Ganoza. En los que va de su gestión se han realizado 4 procesos electorales: las Elecciones Regionales y Municipales de 2018, la Segunda Elección Regional, el Referéndum Nacional de 2018 y las Elecciones Municipales Complementarias de 2019.
En 2020, fue elegido jefe del ONPE el señor Piero Corvetto Salinas.

### Período de gestión de jefes de la ONPE
| Jefes                                 | Período       | Procesos Electorales |
| ------------------------------------- | ------------- | -------------------- |
| Dr. Piero Alessandro Corvetto Salinas | 2020-presente |                      |
| Mg. Manuel Francisco Cox Ganoza (i)   | 2018-2019     | 6                    |
| Mg. Adolfo Carlo Magno Castillo Meza  | 2017-2018     | 3                    |
| Dr. Mariano Cucho Espinoza            | 2013-2017     | 21                   |
| Dra. Magdalena Chú Villanueva         | 2005 - 2012   | 36                   |
| Dr. Fernando Tuesta Soldevilla        | 2000 - 2005   | 10                   |
| Dr. José Portillo Campbell            | 1995 - 1999   | 11                   |

## Funciones

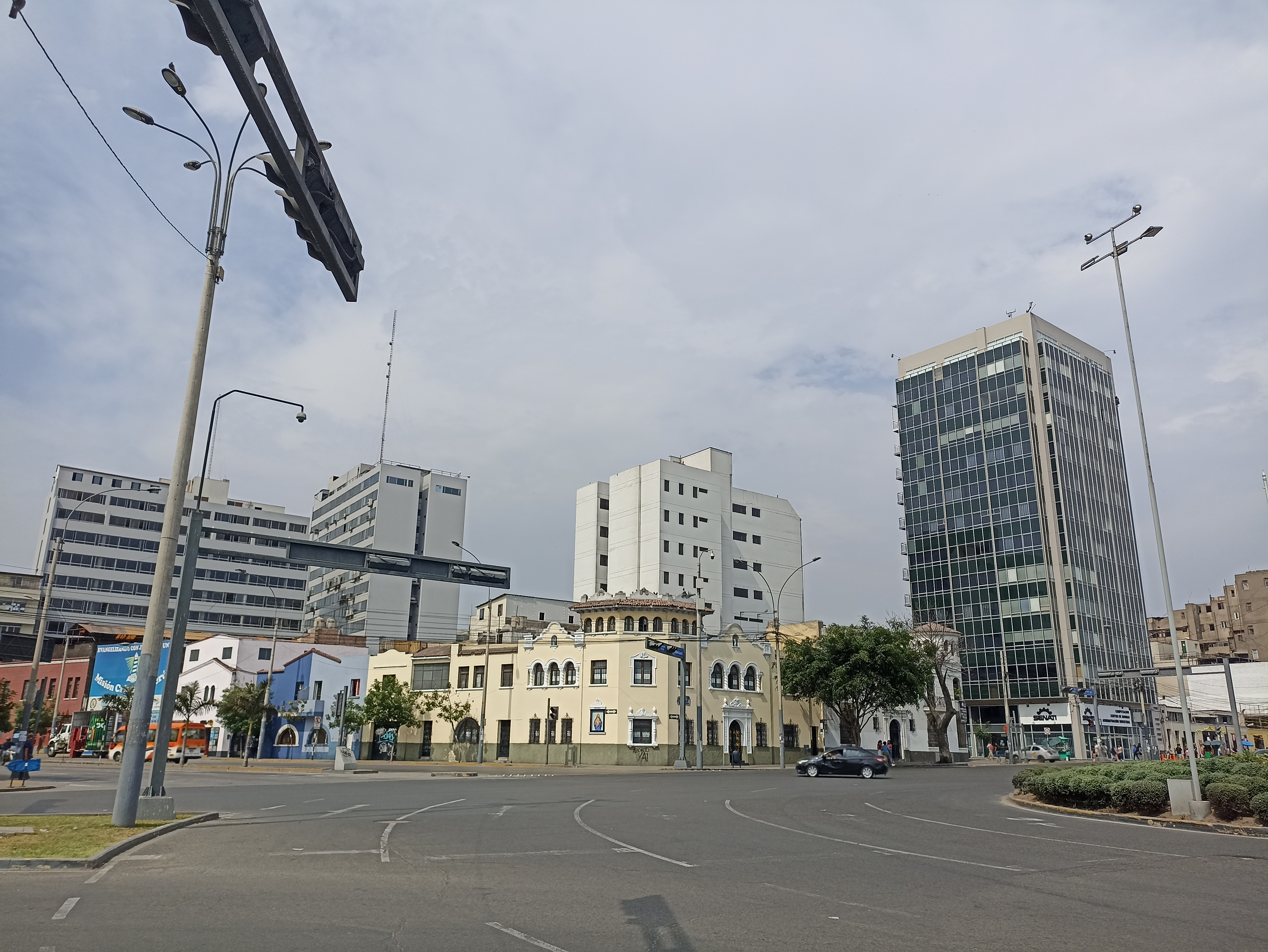
ONPE en Lima Cercado

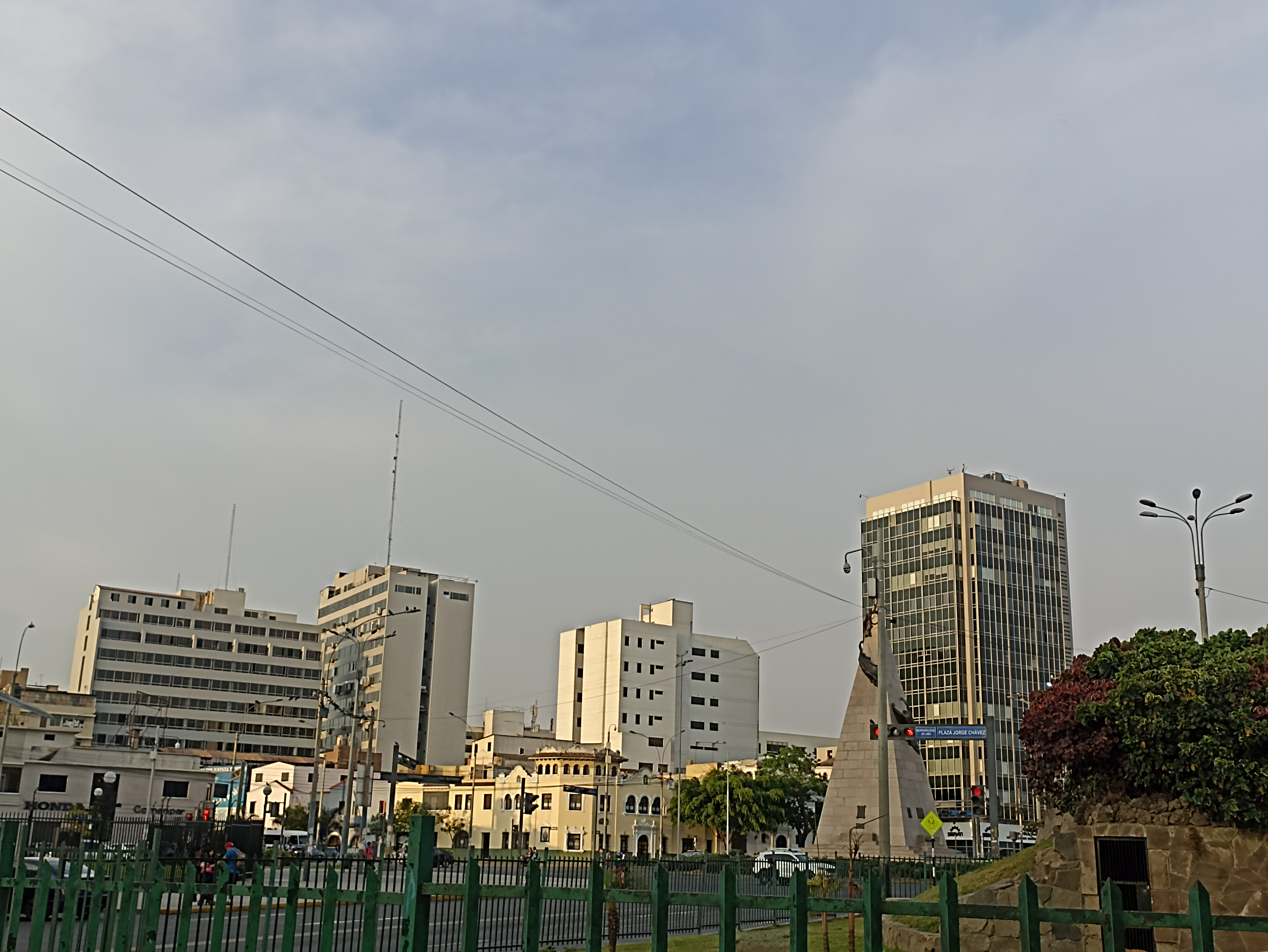
ONPE desde Ovalo Jorge Chávez

### Funciones de la ONPE
Planificar, preparar y ejecutar todas las acciones necesarias para el desarrollo de los procesos electorales a su cargo, así como de referéndum y otros tipos de consulta, en estricto cumplimiento de la normativa vigente.
Verificar y controlar externamente la actividad económico-financiera de las organizaciones políticas, y administrar el financiamiento público indirecto de los Partidos Políticos, en período electoral, y los espacios en radio y televisión para la difusión de sus propuestas y planteamientos durante período no electoral.
Brindar apoyo y asistencia técnica a los partidos políticos, movimientos de alcance regional o departamental, que lo soliciten, en sus procesos de democracia interna, y a instituciones públicas y privadas y a organizaciones de la sociedad civil, que lo soliciten, en sus procesos electorales conforme a las normas legales vigentes, previa evaluación y disponibilidad de recursos.

### Asistencia técnica
La asistencia técnica es la asesoría especializada en materia electoral que ofrece la ONPE a los comités electorales o a los organizadores de los procesos electorales de las organizaciones políticas, las instituciones públicas y privadas, y las organizaciones de la sociedad civil que lo soliciten, de manera permanente, gratuita y a nivel nacional
Este servicio puede comprender la asesoría en la planificación y organización de los procesos electorales, la capacitación en procedimientos electorales, así como la asesoría para el diseño de los materiales electorales y/o de capacitación a los actores electorales.

### Supervisión de financiamiento en las organizaciones políticas
La Gerencia de Supervisión de Fondos Partidarios tiene como función efectuar la verificación y control externos de la actividad económica financiera de las organizaciones políticas.
Asimismo, está a cargo de la determinación del tiempo disponible para cada partido político en la franja electoral y la asignación correspondiente de los espacios en radio y televisión en periodo no electoral. Adicionalmente, le compete dictar la normatividad y reglamentos para lograr el cumplimiento de las acciones de verificación y control.
1. Verificación y Control: contiene datos sobre información financiera presentada por las organizaciones políticas; acciones de verificación y control de las finanzas partidarias; normas, procedimientos e instructivos; y otros datos relacionados con el financiamiento de las organizaciones políticas.
2. Aportes Limpios: módulo de consultas sobre aportaciones a las organizaciones políticas.

### Verificación de firmas
La verificación de firmas es un procedimiento que sirve para comprobar la autenticidad y validez de las firmas o huellas dactilares presentadas en las listas de adherentes por las organizaciones políticas en proceso de inscripción.
El procedimiento de verificación de firmas de listas de adherentes se realiza en dos etapas:
- Verificación electrónica de registros.
- Comprobación de firmas.

Se verifican electrónicamente todos los registros presentados (comprobando la autenticidad del número de DNI, los nombres y apellidos, comparándolos con los datos de la última actualización del padrón) para obtener los registros hábiles, es decir aquellos que se encuentren en la última actualización del padrón y que no estén suspendidos en el ejercicio de su ciudadanía.
Concluida la verificación electrónica se comprueba la autenticidad de las firmas o huellas dactilares en los registros hábiles.
La comprobación de firmas se realiza usando la técnica del cotejo, teniendo en cuenta los conceptos teóricos y prácticos de la grafotecnia y la dactiloscopía.

## Biblioteca
La institución actualmente cuenta con una biblioteca especializada, «Luis Jaime Cisneros Vizquerra», que fue inaugurada el 26 de junio de 2007 y tiene como fin brindar información en materia electoral a la ciudadanía.
Actualmente su colección comprende aproximadamente 4,000 volúmenes entre libros, revistas, recortes periodísticos, publicaciones de la ONPE, normas legales y material audiovisual.
Además la biblioteca brinda otros servicios como: lectura en sala, fotocopia de documentos, consulta telefónica y por correo electrónico, búsqueda de información personalizada, capacitación a usuarios en acceso a documentos, diseminación selectiva de información a través de un perfil de usuario y alerta bibliográfica.

## Procesos electorales ejecutadas por la ONPE desde 1995
| N.º | Elección | Año  | Fecha            |
| --- | --- | ---- | ---------------- |
| 01  | Elecciones Municipales                                                                                      | 1995 | 12 de noviembre  |
| 02  | Elecciones Municipales Complementarias                                                                      | 1996 | 10 de noviembre  |
| 03  | Consulta Popular de Revocatoria del Mandato de Autoridades Municipales                                      | 1997 | 23 de noviembre  |
| 04  | Elecciones Municipales                                                                                      | 1998 | 11 de octubre    |
| 05  | Segunda Elección Municipal                                                                                  | 1998 | 12 de diciembre  |
| 06  | Elecciones Municipales Complementarias Provinciales                                                         | 1999 | 4 de julio       |
| 07  | Elecciones Municipales Complementarias Distritales                                                          | 1999 | 4 de julio       |
| 08  | Elecciones de Presidente y Vicepresidentes de la República                                                  | 2000 | 9 de abril       |
| 09  | Elecciones de Congresistas de la República                                                                  | 2000 | 9 de abril       |
| 10  | Segunda Elección Presidencial                                                                               | 2000 | 28 de mayo       |
| 11  | Elecciones de Representantes de los Colegios Profesionales ante el CNM                                      | 2000 | 25 de junio      |
| 12  | Elecciones de Presidente y Vicepresidentes de la República                                                  | 2001 | 8 de abril       |
| 13  | Elecciones de Congresistas de la República                                                                  | 2001 | 8 de abril       |
| 14  | Segunda Elección Presidencial                                                                               | 2001 | 3 de junio       |
| 15  | Consulta Popular de Revocatoria del Mandato de Autoridades Municipales                                      | 2001 | 25 de noviembre  |
| 16  | Elecciones Regionales                                                                                       | 2002 | 17 de noviembre  |
| 17  | Elecciones Municipales Provinciales                                                                         | 2002 | 17 de noviembre  |
| 18  | Elecciones Municipales Distritales                                                                          | 2002 | 17 de noviembre  |
| 19  | Elecciones Municipales Complementarias                                                                      | 2003 | 6 de julio       |
| 20  | Consulta Popular de Revocatoria del Mandato de Autoridades Municipales                                      | 2004 | 17 de octubre    |
| 21  | Elecciones Municipales Complementarias - El Collao                                                          | 2004 | 17 de octubre    |
| 22  | Elecciones de Representantes de los Colegios Profesionales ante el CNM                                      | 2005 | 19 de junio      |
| 23  | Consulta Popular de Revocatoria del Mandato de Autoridades Municipales                                      | 2005 | 3 de julio       |
| 24  | Elecciones Municipales Complementarias                                                                      | 2005 | 3 de julio       |
| 25  | Referéndum para la Integración y Conformación de Regiones                                                   | 2005 | 30 de octubre    |
| 26  | Consulta Popular de Revocatoria del Mandato de Autoridades Municipales                                      | 2005 | 30 de octubre    |
| 27  | Elecciones de Presidente y Vicepresidentes de la República                                                  | 2006 | 9 de abril       |
| 28  | Elecciones de Congresistas de la República                                                                  | 2006 | 9 de abril       |
| 29  | Elección de Representantes Peruanos ante el Parlamento Andino                                               | 2006 | 9 de abril       |
| 30  | Segunda Elección Presidencial                                                                               | 2006 | 4 de junio       |
| 31  | Nuevas Elecciones Municipales                                                                               | 2006 | 13 de agosto     |
| 32  | Elecciones Regionales                                                                                       | 2006 | 19 de noviembre  |
| 33  | Elecciones Municipales Provinciales                                                                         | 2006 | 19 de noviembre  |
| 34  | Elecciones Municipales Distritales                                                                          | 2006 | 19 de noviembre  |
| 35  | Elecciones Municipales Complementarias                                                                      | 2007 | 1 de julio       |
| 36  | Elecciones Municipales                                                                                      | 2007 | 1 de julio       |
| 37  | Consulta Popular de Revocatoria del Mandato de Autoridades Municipales                                      | 2008 | 7 de diciembre   |
| 38  | Consulta Popular de Revocatoria del Mandato de Autoridades Municipales                                      | 2009 | 11 de enero      |
| 39  | Nuevas Elecciones Municipales                                                                               | 2009 | 30 de noviembre  |
| 40  | Consulta Popular de Revocatoria del Mandato de Autoridades Municipales                                      | 2009 | 30 de noviembre  |
| 41  | Nuevas Elecciones Municipales                                                                               | 2010 | 6 de junio       |
| 42  | Elecciones de Representantes de los Colegios Profesionales ante el CNM                                      | 2010 | 13 de junio      |
| 43  | Elecciones Regionales                                                                                       | 2010 | 3 de octubre     |
| 44  | Elecciones Municipales Provinciales                                                                         | 2010 | 3 de octubre     |
| 45  | Elecciones Municipales Distritales                                                                          | 2010 | 3 de octubre     |
| 46  | Referéndum para la aprobación o desaprobación del proyecto de Ley FONAVI                                    | 2010 | 3 de octubre     |
| 47  | Segunda Elección de Presidentes y Vicepresidentes Regionales                                                | 2010 | 5 de diciembre   |
| 48  | Elecciones de Presidente y Vicepresidentes de la República                                                  | 2011 | 10 de abril      |
| 49  | Elecciones de Congresistas de la República                                                                  | 2011 | 10 de abril      |
| 50  | Elección de Representantes Peruanos ante el Parlamento Andino                                               | 2011 | 10 de abril      |
| 51  | Segunda Elección Presidencial                                                                               | 2011 | 5 de junio       |
| 52  | Elecciones Municipales Complementarias                                                                      | 2011 | 3 de julio       |
| 53  | Elecciones Municipales                                                                                      | 2011 | 20 de noviembre  |
| 54  | Elecciones Municipales Complementarias                                                                      | 2011 | 20 de noviembre  |
| 55  | Elecciones Municipales Complementarias                                                                      | 2012 | 1 de julio       |
| 56  | Consulta Popular de Revocatoria del Mandato de Autoridades Municipales                                      | 2012 | 30 de septiembre |
| 57  | Consulta Popular de Revocatoria del Mandato de Autoridades Municipales                                      | 2013 | 17 de marzo      |
| 58  | Nuevas Elecciones Municipales                                                                               | 2013 | 7 de julio       |
| 59  | Consulta Popular de Revocatoria                                                                             | 2013 | 7 de julio       |
| 60  | Nuevas Elecciones Municipales Lima                                                                          | 2013 | 24 de noviembre  |
| 61  | Nuevas Elecciones Municipales                                                                               | 2014 | 16 de marzo      |
| 62  | Elecciones Regionales                                                                                       | 2014 | 5 de octubre     |
| 63  | Elecciones Municipales Provinciales                                                                         | 2014 | 5 de octubre     |
| 64  | Elecciones Municipales Distritales                                                                          | 2014 | 5 de octubre     |
| 65  | Segunda Elección de Presidentes y Vicepresidentes Regionales                                                | 2014 | 7 de diciembre   |
| 66  | Elección de los Consejeros del CNM por los miembros de los Colegios de Abogados                             | 2015 | 17 de mayo       |
| 67  | Elección de los Consejeros del CNM por los miembros de los Colegios Profesionales, distintos al de Abogados | 2015 | 17 de mayo       |
| 68  | Elecciones Municipales Complementarias                                                                      | 2015 | 5 de julio       |
| 69  | Consulta Vecinal para Demarcación Territorial                                                               | 2015 | 23 de agosto     |
| 70  | Elecciones Municipales                                                                                      | 2015 | 29 de noviembre  |
| 71  | Elecciones de Presidente y Vicepresidentes de la República                                                  | 2016 | 10 de abril      |
| 72  | Elecciones de Congresistas de la República                                                                  | 2016 | 10 de abril      |
| 73  | Elección de Representantes Peruanos ante el Parlamento Andino                                               | 2016 | 10 de abril      |
| 74  | Segunda Elección Presidencial                                                                               | 2016 | 5 de junio       |
| 75  | Elecciones Regionales                                                                                       | 2018 | 7 de octubre     |
| 76  | Elecciones Municipales Provinciales                                                                         | 2018 | 7 de octubre     |
| 77  | Elecciones Municipales Distritales                                                                          | 2018 | 7 de octubre     |
| 78  | Segunda Elección Regional y Referéndum Nacional                                                             | 2018 | 9 de diciembre   |
| 79  | Elecciones de Congresistas de la República                                                                  | 2020 | 26 de enero      |
| 80  | Elecciones de Presidente y Vicepresidentes de la República                                                  | 2021 | 11 de abril      |
| 81  | Elecciones de Congresistas de la República                                                                  | 2021 | 11 de abril      |
| 82  | Elección de Representantes Peruanos ante el Parlamento Andino                                               | 2021 | 11 de abril      |
| 83  | Segunda Elección Presidencial                                                                               | 2021 | 6 de junio       |
| 84  | Elecciones Regionales                                                                                       | 2022 | 2 de octubre     |
| 85  | Elecciones Municipales Provinciales                                                                         | 2022 | 2 de octubre     |
| 86  | Elecciones Municipales Distritales                                                                          | 2022 | 2 de octubre     |

### Proyecto de ley
Son diversos los proyectos de ley y las leyes promulgadas gracias a la iniciativa legislativa de la ONPE ante el Congreso de la República.

### Reforma electoral
En el 2013, los organismos electorales, ONPE, Jurado Nacional de Elecciones (JNE) y el Registro Nacional de Identificación y Estado Civil, presentaron dos iniciativas legislativas consensuadas para modificar la Ley de Partidos Políticos.

### ONPE en las regiones
Desde noviembre del 2005, la ONPE instaló a nivel nacional 19 Oficinas Regionales de Coordinación (ORC) responsables de ejecutar las funciones institucionales en todo el territorio nacional, y de acercar a la entidad hacia la ciudadanía y a las organizaciones políticas.

### Sistema de gestión de la calidad
En junio del 2014, se creó la Gerencia de Gestión de Calidad con el propósito de asesorar a las diversas gerencias de nuestro ente electoral en la correcta implementación de la Gestión de Calidad. Hasta el momento, la ONPE posee 12 certificados ISO .

### Constancias
La ONPE facilita la obtención de constancias tanto a los ciudadanos como al personal que ha trabajado anteriormente en nuestra institución.

### Búsqueda en el archivo electoral: verificación del padrón electoral
La búsqueda en el archivo electoral es un servicio que la ONPE pone a disposición de los ciudadanos que así lo soliciten para verificar en el padrón electoral la condición de omiso al voto o al cargo de miembro de mesa.

### Educación electoral
La educación electoral apunta a insertar creativa y dinámicamente a la persona dentro de una sociedad democrática. Se trata de que una persona asuma su ciudadanía en forma activa.